# フーン (リビア)
フーン（アラビア語: هون）はリビアの都市である。ジュフラ県の県都である。

## 交通

### 空港
- フーン空港（英語版）
- アル・ジュフラ空軍基地（英語版）